# هايني إيلدر
هايني إيلدر (بالإنجليزية: Heinie Elder)‏ هو لاعب كرة قاعدة أمريكي، ولد في 23 أغسطس 1890 في سياتل في الولايات المتحدة، وتوفي في 13 نوفمبر 1958 في لونغ بيتش في الولايات المتحدة.

## وصلات خارجية
- هايني إيلدر على موقعبيزبول رفرنس.كوم (الدوري الرئيسي) (الإنجليزية)